# Witold Krasucki
Witold Krasucki (ur. w 1959 w Białymstoku) – polski dziennikarz. 

## Życiorys
Absolwent Państwowej Wyższej Szkoły Filmowej w Łodzi, autor reportaży z zakresu dziennikarstwa śledczego, współautor (razem z Grzegorzem Nawrockim) filmu dokumentalnego „Dramat w trzech aktach”, wyemitowanego w TVP w 2001 w cyklu „Tylko u nas”. 
W „Dramacie w trzech aktach” Janusz Cliff Pineiro podejrzany o oszustwa finansowe i były oficer wywiadu wojskowego PRL Jerzy Klemba twierdzili, że przekazywali pieniądze FOZZ liderom Porozumienia Centrum. Za uczciwość Pineiry ręczył jego ojczym, aktor Krzysztof Kowalewski. Reportaż nie oskarżał braci Kaczyńskich o branie łapówek, jedynie o tolerowanie tego procederu uprawianego rzekomo przez Adama Glapińskiego i Macieja Zalewskiego. Film spotkał się z krytyką – autorowi zarzucano nierzetelność i wybiórczość w doborze materiałów. W związku z tym filmem w 2001 Krasucki otrzymał tytuł hieny roku przyznawany przez Stowarzyszenie Dziennikarzy Polskich dziennikarzom posądzanym o nierzetelność. Ostatecznie TVP przeprosiła braci Kaczyńskich.
W 2007 hiszpański związek dziennikarzy przyznał Krasuckiemu nagrodę Wolności Słowa.